# Phrurolinillus tibialis
Phrurolinillus tibialis là một loài nhện trong họ Phrurolithidae.
Loài này thuộc chi Phrurolinillus. Phrurolinillus tibialis được Eugène Simon miêu tả năm 1878.